# Marmolada
Marmolada (ladinsky Marmoleda, německy Marmolata; 3343 m n. m.) je nejvyšší hora Dolomit, které jsou součástí Alp. Nachází se východně od Trenta v severovýchodní Itálii asi 100 kilometrů severo-severovýchodně od Benátek, ze kterých je za jasného dne viditelná. Tvoří ji hřeben orientovaný od západu k východu. Na jih se téměř kolmo láme do skalní stěny 2 km široké a 800 m vysoké. Na severní straně je poměrně plochý Marmoladský ledovec, jediný velký ledovec v Dolomitech. Na vrcholu je během léta v provozu malá horská chata.
Hřeben se skládá z několika vrcholů se snižující se výškou od západu k východu: Punta Penia (3343 m), Punta Rocca (3309 m), Punta Ombretta (3230 m), Monte Serauta (3069 m), a Pizzo Serauta (3035 m). Během lyžařské sezony je hlavní sjezdovka Marmolady otevřená pro lyžaře a snowboardisty.
Před první světovou válkou probíhala Marmoladou část hranice a fronty mezi Rakouskem a Itálií. Rakušané v ledovci vybudovali celé vojenské městečko, ale při největším lavinovém neštěstí v Alpách přišli o 300 vojáků. Ústup ledovců dnes občas vyplavuje mrtvé, výzbroj a výstroj.
V červenci 2022 se na severní straně hory utrhla část masy ledovce a sesunula se dolů do údolí. Důvodem sesuvu byly extrémně vysoké teploty, které v oblasti několik dní panovaly. Při neštěstí přišlo o život jedenáct osob, které se v době sesuvu nacházely na stezkách vedoucích na vrchol hory. Mezi oběťmi byli i dva Češi.

## Výstupy
- První výstup – rakouský horolezec Paul Grohmann s italskými vůdci A. a F. Dimaiovými vystoupil na nejvyšší bod v roce 1864. Už předtím byly uskutečněny výstupy na hřeben, ne však na Punta Penia. Cesta vede převážně po ledovci – překračuje ledové trhliny a ve skále dosahuje obtížnost II UIAA.
- Prvovýstup západním hřebenem roku 1898 H. Seyffert, E. Dittmann, L. Rizzi. Za pět let tam již vedla zajištěná cesta Hans-Seyffert-Weg, která je dodnes oblíbenou trasou. Od severu se stoupá nejprve po sněhu a poté po skále, od jihu pouze po skále.
- Prvovýstup jižní stěnou roku 1901 Beatrice Tomassonová, Michele Bettega, B Zagonel. Průlomový výkon ve strmé stěně je dodnes oblíbeným horolezeckým cílem obtížnosti 4+ UIAA.
- Často se na zkrácení túr používá lanovka Lago Fedaia – Rif. Pian dei Fiacchoni (2626 m). Kabinovou lanovkou z Malga Ciapela je zpřístupněn i vrchol Punta di Rocca.
- V roce 1981 se Igoru Kollerovi a Jindřichu Šustrovi podařilo vylézt v 800 m vysoké jižní stěně Marmolady novou cestu, nazvanou podle nápadného skalního útvaru Cesta přes Rybu.[2]

## Sjezdy
- Skialpinisté vystupují na lyžích po ledovci ze severu nebo lezecky po zajištěné cestě západním hřebenem[3] a sjíždějí ledovcem přerušeným jedním skalním výšvihem.
- Freeriding na lyžích i snowboardu se provozuje od horní stanice lanovky Punta di Rocca po ledovci k jezeru Fedaia.
- Heliskiingová trasa vede z vrcholu Punta Penia k jezeru Fedaia a dál do obce Malga Ciapela.